# Верховный комитет освобождения Литвы
Верховный комитет освобождения Литвы (лит. Vyriausiasis Lietuvos išlaisvinimo komitetas, сокращённо VLIK) — организация, целью которой было восстановление независимости Литвы. Была основана 25 октября 1943 года в период нацистской оккупации. После Второй мировой войны продолжила свою деятельность в Германии и США. ВЛИК считал себя законным литовским парламентом и правительством, но не имел международного признания. Организация прекратила своё существование в 1990 году, когда Литва объявила о своей независимости.

## Деятельность в годы Второй мировой войны

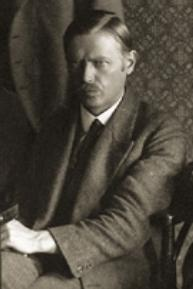
Степонас Кайрис — первый председатель Верховного комитета освобождения Литвы

Когда нацистская Германия напала на Советский Союз 22 июня 1941 года, литовцы приветствовали немцев как «освободителей» от «репрессивного советского режима». Однако вскоре их отношение к немцам изменилось, и различные движения Сопротивления начали формироваться в конце 1941 — начале 1942 года. В 1942 — 1943 годах эти движения находились в процессе консолидации в прокатолический Национальный совет (лит. Tautos taryba) и Верховный комитет литовцев (лит. Vyriausiasis lietuvių komitetas). После пяти месяцев переговоров эти две организации решили создать единую организацию — Верховный комитет освобождения Литвы, в состав которого вошли представители разных политических взглядов. Первое заседание ВЛИК состоялось 25 октября 1943 года в Каунасе. Первым председателем был избран Степонас Кайрис. ВЛИК должен был действовать в качестве подпольного правительства до восстановления независимости Литвы. ВЛИК отправил своих послов в Швецию и Финляндию, поддерживал контакты с литовскими дипломатами в Швейцарии и попытался проинформировать западные державы о преступлениях, совершенных нацистами. ВЛИК печатал подпольную газету и агитировал к пассивному сопротивлению нацистам. Они считали, что Советский Союз всё так же оставался врагом Литвы, и поэтому нужно было хранить ресурсы для предстоящего вооружённого сопротивления русским.
В начале 1944 года ВЛИК послал полковника Казимераса Амразеюса на дипломатическую миссию в Стокгольм, но его схватили и допрашивали агенты гестапо в Эстонии. Это привело к арестам восьми членов комитета 29 — 30 апреля 1944 года. В 1944 году, когда Красная Армия наступала в Прибалтике, большинство членов ВЛИК бежали в Германию. ВЛИК прекратил свою деятельность в Литве. ВЛИК оставил трёх своих членов в Литве, но остался только один. Связь с Литвой была практически разорвана, было очень мало контактов с группами антисоветского сопротивления.

## После Второй мировой войны
В октябре 1944 года ВЛИК возобновил свою деятельность в Вюрцбурге, но вскоре переехал в Ройтлинген из-за приближающейся Красной Армии. В Ройтлингене ВЛИК оставался до 1955 года. Миколас Крупавичюс стал новым председателем. ВЛИК объединил вокруг себя членов 15 различных политических организаций. Разные политические взгляды иногда мешали принятию решений. В июле 1945 года, до Потсдамской конференции, меморандум ВЛИКа был направлен Уинстону Черчиллю и Гарри Трумэну с просьбой не признавать оккупацию Литвы Советским Союзом и осуществить поиски путей восстановлении независимой Литвы. Меморандумы далее были отправлены в Организацию Объединённых Наций, различным дипломатам, учёным, журналистам для информации о своей деятельности и о нарушений прав человека в Литве. ВЛИК также восстановил службу новостей ELTA, в том числе и радиопередачи.
ВЛИК пытались установить контакты с вооружённым сопротивлением в Литве, но имел лишь ограниченные связи с Юозасом Лукшей. ВЛИК позиционировал себя как литовский сейм, а его руководители считали себя кабинетом правительства. Несмотря на свои претензии, ВЛИК не был признан ни одним государством в качестве правительства Литвы. Государства признавали литовских дипломатов, ещё работавших в довоенных посольствах независимой Литвы. Это послужило причиной конфликта со Стасисом Лозорайтисом, который был во главе дипломатической службы и задним числом был назначен на должность премьер-министра от Антанаса Сметоны. Эта напряжённость была одной из причин, почему литовцы не смогли сформировать признанного правительства в изгнании. Было предпринято несколько попыток ослабить напряженность между ВЛИК и дипломатической службой. Для этого были организованы две конференции. Первая состоялась в Берне в июле 1946 года. Было решено создать Исполнительный совет, но он так и не начал свои заседания. Вторая конференция была проведена в Париже в августе 1947 года.
Когда эмигранты и беженцы переехали из лагерей для перемещённых лиц в США, ВЛИК также перенёс свою штаб-квартиру в Нью-Йорк в 1955 году. После переезда ВЛИК стал менее известным. Активисты поняли, что холодная война не пройдёт быстро. Основная цель ВЛИКа была в том, чтобы поддерживать непризнание оккупации и распространять информацию в Литву сквозь железный занавес. ВЛИК также ставил своей задачей развитие литовского языка и культуры среди литовцев, проживающих за рубежом. В 1990 году ВЛИК прекратил своё существование, так как Литва объявила о своей независимости.